# Cornelius Vanderbilt

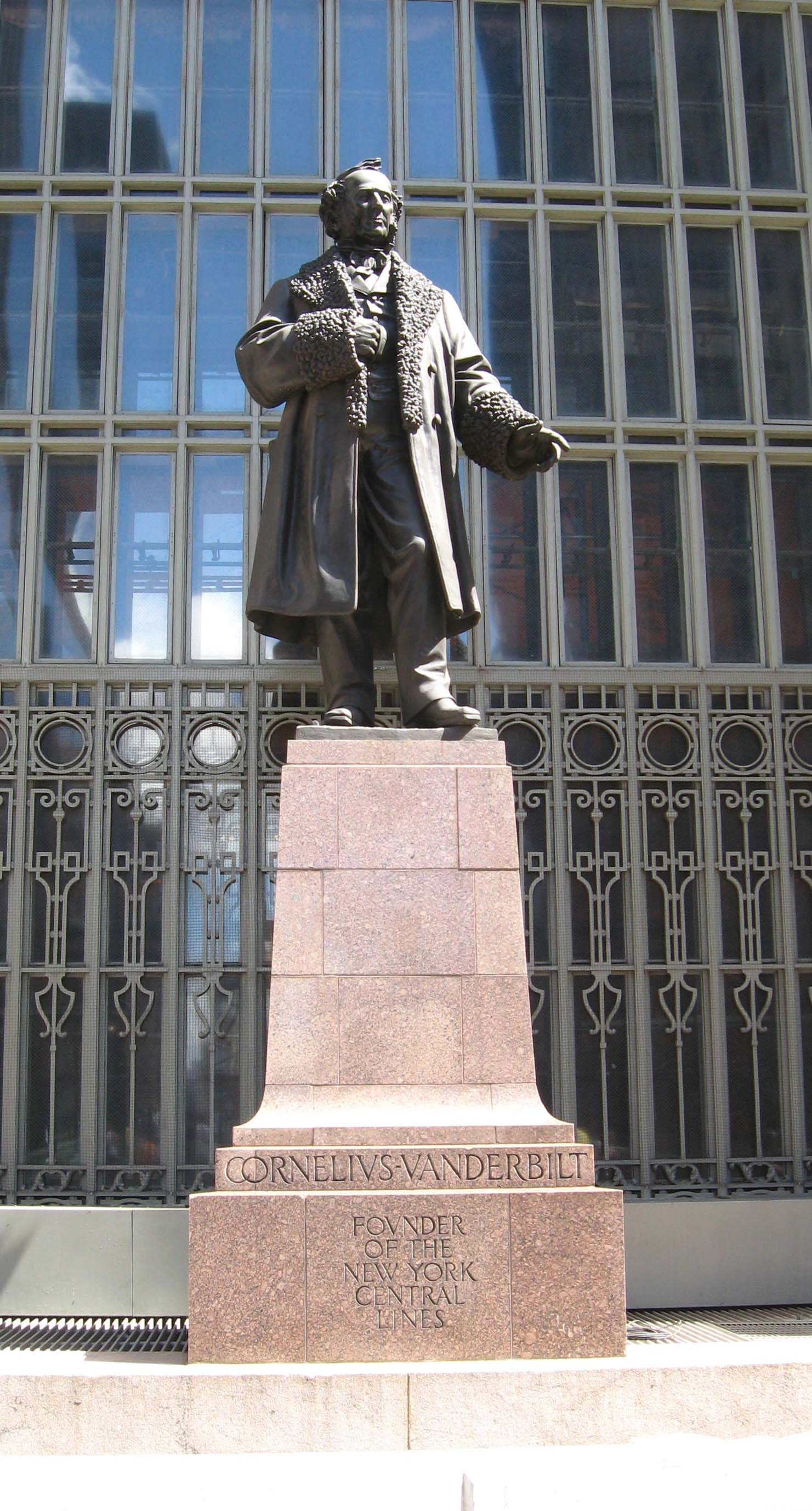
Zijn standbeeld bij New York Centraal

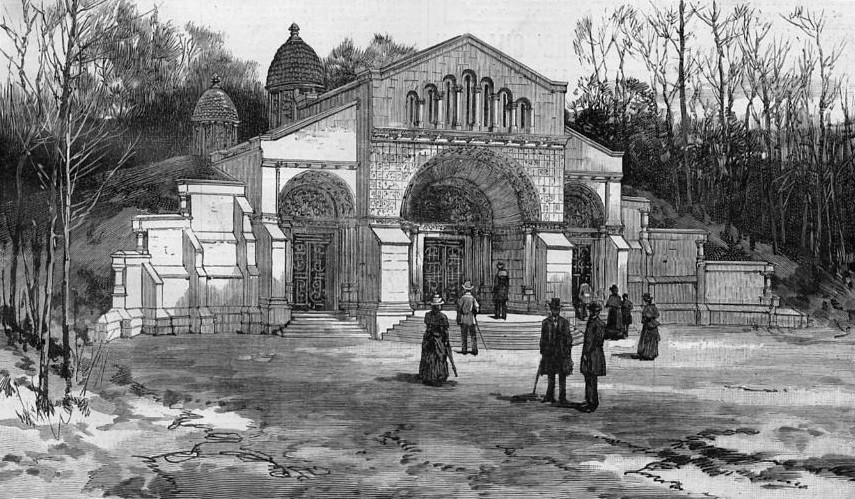
Familiegraf Vanderbilt

Cornelius Vanderbilt (Staten Island, 27 mei 1794 – Manhattan, 4 januari 1877), bekend als "The Commodore" of "Commodore Vanderbilt" was een Amerikaans ondernemer in scheepsbouw en spoorwegen, en stamvader van de familie Vanderbilt. Rond 1840 voeren meer dan honderd van zijn stoomschepen op de Hudsonrivier. Tijdens de Californische goldrush verkortte zijn verbinding naar Californië via Nicaragua de gebruikelijke reis met 1000 km en halveerde hij de reisprijs. Vanderbilt huwde met Sophia Johnson (1797-1868), met wie hij dertien  kinderen kreeg.

## Voorvaderen
Vanderbilts voorvader Jan Aertszoon was een Nederlandse boer uit De Bilt, die in 1650 naar New York emigreerde als contractarbeider. Het achtervoegsel "van de Bilt" werd in de loop der tijd samengevoegd tot "Vanderbilt". Een groot deel van Cornelius Vanderbilts voorvaderen is van Britse afkomst, de jongste voorvader uit Nederland was zijn grootvader, Jacob Vanderbilt. Nadat hij op elfjarige leeftijd stopte met school werkte hij rond New York op veerboten.

## Scheepvaart
Toen hij zestien was begon hij met van zijn moeder geleend geld een veerdienst tussen Staten Island en Manhattan. In 1812 verwierf hij een overheidscontract voor de bevoorrading van forten rond New York. Hij zette daarvoor zeilschepen in, waarmee hij de bijnaam "Commodore" verwierf.
In 1818 begon zijn belangstelling voor stoomscheepvaart, waarvan de exploitatie in handen was van Robert Fulton en Robert Livingston, die een exclusief contract van 13 jaar hadden met de overheid. Toen Fulton zijn prijzen verdubbelde, hij rekende dat zijn exploitatie niet winstgevend zou zijn, zag Vanderbilt zijn kans schoon en bood voor een lager bedrag aan om de dienst tussen New Brunswick (New Jersey) en Manhattan uit te voeren. Fulton en Livingston poogden hem in loondienst te nemen, maar Vanderbilt weigerde met "Ik geef maar half zo veel om geld als om het maken van mijn punt", verwijzend naar zijn voorkeur voor vrije concurrentie in plaats van exclusiviteit in overheidscontracten.
In de jaren dertig kwam de katoenindustrie in opkomst in New England. Het katoen werd aangevoerd vanuit het zuiden. Dit ging per boot naar New York en vandaar verder met de trein naar het noorden. Rond 1840 domineerde Vanderbilt al met zijn schepen de Long Island Sound en verschoof zijn aandacht naar de spoorwegen. Hij kreeg in 1847 de zeer winstgevende New York, Providence and Boston Railroad in handen. Voor het zover was verlaagde hij eerst de prijzen waardoor de spoorweg ook lagere tarieven moest accepteren om geen klanten te verliezen. De aandelenkoers kwam onder druk te staan en Vanderbilt kocht vervolgens alle aandelen op.
Tijdens de Californische goldrush werd hij naast zijn regionale scheepvaartdiensten ook internationaal actief. Veel gelukzoekers wilden zo snel als mogelijk naar de Amerikaanse westkust. De snelste weg was over zee naar Nicaragua of Panama, daar het land oversteken en aan de andere kant (Stille Oceaan) de boot te nemen naar San Francisco. Vanderbilt kwam met het idee van het Nicaraguakanaal, maar hij had onvoldoende geld om zijn plannen uit te voeren. Hij startte wel een bootverbinding op Nicaragua. Voor het deel over land richtte hij de Accessory Transit Company op. Deze vervoerde de goudzoekers per boot over de San Juanrivier en het Meer van Nicaragua en het laatste stuk over land. Daar scheepten de mensen weer in en Vanderbilt bracht ze naar de eindbestemming.

## Spoorwegen
Vanaf 1830 kregen de spoorwegen zijn belangstelling. Hij werd in 1844 directeur van Long Island Rail Road, dat een lijn tussen Boston en New York exploiteerde. In 1857 kreeg hij de leiding over New York and Harlem Railroad. Het geld dat hij met de stoomvaart verdiende, investeerde hij in de spoorwegen en werd achtereenvolgens eigenaar van de New York and Harlem Railroad (1862), de Hudson River Railroad (1864) en de New York Central Railroad (1867). In 1869 fuseerden de bedrijven tot New York Central and Hudson River Railroad.
In dat jaar begon hij met de bouw van het treinstation Grand Central Depot in Manhattan. In 1871 kwam het gereed en het was de eindstop van een groot aantal van zijn spoorwegen in het hart van New York. In 1913 werd het gebouw gesloopt om plaats te maken voor de Grand Central Terminal.

## Het einde
In 1868 overleed zijn vrouw Sophia. Een jaar later hertrouwde hij met zijn nicht Frank Armstrong Crawford. Cornelius Vanderbilt overleed op 4 januari 1877 in zijn huis aan Washington Place in New York, hij was 82 jaar. Zijn vermogen werd geschat op ruim 100 miljoen dollar. Zijn oudste zoon William (Billy) kreeg 95% van zijn vermogen en de vier zonen van William samen 11 miljoen dollar. Cornelius Vanderbilt ligt begraven op het Moravisch Kerkhof.

## Naslagwerk
- (en)  T.J. Stiles, The First Tycoon: The Epic Life of Cornelius Vanderbilt, New York, 2009, ISBN 9780375415425

- Bibliothèque nationale de France: cb16758464h (data)
- Gemeinsame Normdatei: 118803875
- International Standard Name Identifier: 0000 0000 5538 353X
- Library of Congress Control Number: n50045037
- Nationale Bibliotheek van Tsjechië: xx0038175
- Nationale bibliotheek van Australië: 49286446
- Nationale Bibliotheek van Israël: 987007275313405171
- Nationale Bibliotheek van Polen: a0000003315280
- Nationale en Universitaire bibliotheek Zagreb: 000571553
- Nederlandse Thesaurus van Auteursnamen: 071062548
- Réseau des bibliothèques de Suisse occidentale: 02-A010163192
- SNAC: w6gq731r
- Système universitaire de documentation: 072465522
- Trove: 1494467
- Virtual International Authority File: 42634257
- WorldCat: E39PBJcr8vvtQMfGhqYTxw97HC